# 尤寧鎮區 (堪薩斯州巴特勒縣)
尤寧鎮區（英語：Union Township）為位在美國堪薩斯州巴特勒縣的鎮區。2010年美国人口普查中該鎮區人口有184人。

## 歷史
尤寧鎮區於1879年設立。
尤寧鎮區涵蓋面積161.98平方（62.54平方英里），境內擁有一座城鎮：萊瑟姆。

### 墓園
根據美國地質調查局的資料，此鎮區僅有1座墓園：
- 萊瑟姆墓園（Latham Cemetery）

## 人口統計
根據2010年美國人口普查，尤寧鎮區人口有184人，人口密度為1.13人/平方公里。種族方面，97.28%為白人；0%為非裔美洲人；1.09%為美洲原住民；0%為亞洲人；0%為太平洋島民；0%為其他種族；另外有1.63%為兩個或以上的種族。而西班牙裔美國人或拉丁美洲人佔該鎮區人口的1.63%。

## 外部連結
- City-Data.com （页面存档备份，存于）